# ペントキサゾン
ペントキサゾン（英: Pentoxazone）は、オキサゾリジンジオン骨格を持つ農業用除草剤である。

## 歴史
相模中央化学研究所、チッソ、科研製薬は、ビンクロゾリンに代表されるオキサゾリジン系の農業用殺菌剤の創製に向けた研究を行う過程で、オキサゾリジン環の第5位にイソプロピリデン基を持つ化合物が、光要求性の殺草活性を持つことを1984年に発見した。この研究をもとに作られた数種の候補化合物から、効能や安全性を検討し、本物質が絞り込まれた。日本植物調整剤研究協会への委託試験や工業的製造法の検討を経て、1997年12月に水和剤「ベクサーフロアブル」、クミルロンとの混合剤「草笛フロアブル」、ダイムロンとの混合剤「テマカットフロアブル」などが農薬登録を取得した。

## 効能
水田のノビエ、タマガヤツリ、コナギ、アゼナなどの一年生雑草やマツバイに対して有効であるが、多年生のホタルイやミズガヤツリ、ウリカワに対する効果は不十分である。このため、多年生雑草に効果を持つダイムロンなどとの混合剤も市販されている。散布時期は、雑草の発生前から成育始期にかけてが有効である。本物質を使用した製剤は、単剤の「ベクサー」、混合剤の「草笛」「ザ・ワン」「ショキニー」などが市販されている。
本物質の作用機序は、植物のクロロフィル生合成経路のうちプロトポルフィリノーゲンIXからプロトポルフィリンIXへの過程を触媒するプロトポルフィリノーゲンオキシダーゼを阻害する。生合成経路を断たれたプロトポルフィリノーゲンⅨは非酵素的に酸化され、プロトポルフィリンIXとなり細胞内に蓄積する。この中間体は光増感作用により細胞中に活性酸素を発生させ、チラコイド膜等の膜脂質の過酸化を引き起し、除草対象となる植物を枯死させるものと考えられている。
一日摂取許容量（ADI）は0.23mg/kg 体重/日と定められている。2004農薬年度（前年10月～翌年9月）における日本国内の原体生産量は78.0トン、輸入量は68.0トンであった。